# Quartier de la Muette
Quartier de la Muette är Paris 62:e administrativa distrikt, beläget i 16:e arrondissementet. Distriktet är uppkallat efter Château de la Muette.
16:e arrondissementet består även av distrikten Auteuil, Porte-Dauphine och Chaillot.

## Kyrkobyggnader
- Notre-Dame-de-Grâce de Passy
- Notre-Dame-de-l'Assomption de Passy
- Notre-Dame-du-Saint-Sacrement
- Chapelle des Religieuses de l'Assomption

## Parker
- Jardin du Ranelagh
- Square de Yorktown

## Övrigt
- Château de la Muette
- Maison de la Radio

## Bilder
| - De fyra administrativa distrikten i Paris sextonde arrondissement. - Notre-Dame-de-Grâce de Passy. - Notre-Dame-de-l'Assomption de Passy. - Notre-Dame-du-Saint-Sacrement. - Chapelle des Religieuses de l'Assomption. |

| - Square de Yorktown. - Château de la Muette. - Maison de la Radio. |

## Kommunikationer
- Tunnelbana – linje  – La Muette
- Busshållplats La Muette – Boulainvilliers – Paris bussnät, linjerna 32 N53